# Danske medlemmer af Europa-Parlamentet 1984-1989
Dette er en liste over medlemmer af Europa-Parlamentet for Danmark fra 1984 til 1989, sorteret efter navn. Se Europa-Parlamentsvalget 1984 i Danmark for valgresultaterne.

## Liste
For grupperne i Europa-Parlamentet er brugt følgende forkortelser:
- S – Den Socialistiske Gruppe
- PPE – Det Europæiske Folkepartis Gruppe (Den Kristelig-Demokratiske Gruppe)
- ED – Den Europæiske Demokratiske Gruppe
- COM – Gruppen af Kommunister og Beslægtede
- L – Den liberale og demokratiske Gruppe
- ARC – Regnbuegruppen: Sammenslutning af: Den Grønne-Alternative Europæiske sammenslutning, Agalev-Ecolo, Folkebevægelsen mod EF og Den Europæiske Frie Alliance

| Navn                       | Dansk parti                 | Gruppe | Bemærkninger |
| -------------------------- | --------------------------- | ------ | --- |
| Birgit Bjørnvig            | Folkebevægelsen mod EF      | ARC    | Indtrådte 1. september 1987 som afløser for Jørgen Bøgh |
| Jens-Peter Bonde           | Folkebevægelsen mod EF      | ARC    | |
| Bodil Boserup              | Socialistisk Folkeparti     | COM    | |
| Jørgen Bøgh                | Folkebevægelsen mod EF      | ARC    | Udtrådte 31. august 1987 og afløstes af Birgit Bjørnvig |
| Ib Christensen             | Folkebevægelsen mod EF      | ARC    | |
| Ejner Hovgård Christiansen | Socialdemokratiet           | S      | |
| Peter Duetoft              | Centrum-Demokraterne        | PPE    | Indtrådte 10. september 1987 som afløser for Erhard Jakobsen og udtrådte 1. november 1988 og blev igen afløst af Erhard Jakobsen                                                      |
| Ove Fich                   | Socialdemokratiet           | S      | |
| Eva Gredal                 | Socialdemokratiet           | S      | |
| Else Hammerich             | Folkebevægelsen mod EF      | ARC    | |
| John Iversen               | Socialistisk Folkeparti     | COM    | Indtrådte 1. januar 1985 som afløser for Finn Lynge efter Grønlands udtræden af EF |
| Erhard Jakobsen            | Centrum-Demokraterne        | PPE    | Udtrådte 10. september 1987 da han blev udnævnt til minister for økonomisk samordning og blev afløst af Peter Duetoft. Indtrådte igen 1. november 1988 som afløser for Peter Duetoft. |
| Marie Jepsen               | Det Konservative Folkeparti | ED     | |
| Frode Kristoffersen        | Det Konservative Folkeparti | ED     | Indtrådte 6. november 1988 efter Claus Toksvigs død |
| Finn Lynge                 | Siumut                      | S      | Fratrådte 31. december 1984 ved Grønlands udtræden af EF og blev afløst af John Iversen                                                                                               |
| Poul Møller                | Det Konservative Folkeparti | ED     | Fratrådte 13. oktober 1986 og blev afløst af Lars Poulsen |
| Jørgen Brøndlund Nielsen   | Venstre                     | L      | |
| Tove Nielsen               | Venstre                     | L      | |
| Jeanette Oppenheim         | Det Konservative Folkeparti | ED     | |
| Lars Poulsen               | Det Konservative Folkeparti | ED     | Indtrådte 13. oktober som afløser for Poul Møller |
| Claus Toksvig              | Det Konservative Folkeparti | ED     | Toksvig døde 4. november 1988 og blev afløst af Frode Kristoffersen |

Kilde: Danske medlemmer af Europa-Parlamentet 1.1.1973 – 1.9.2009 (PDF), Europa-Parlamentet, Informationskontoret i Danmark, 2009, doi:10.2861/1644, ISBN 978-92-823-2607-7, arkiveret fra originalen (PDF) 2012-03-31